# Филипп III (маркграф Намюра)
Филипп III Намюрский (фр. Philippe III de Namur; 1319 — сентябрь 1337) — маркграф Намюра с 1336 года. Третий сын маркграфа Намюра Жана I и Марии д’Артуа.

## Биография
Филипп стал маркграфом Намюра в марте 1336 года, после смерти своего бездетного брата Ги II. После вступления он отправился в путешествие на Святую Землю вместе со своим братом Гильомом, графом Бара Эдуардом I и графом Виандена Генрихом II, который был мужем сестры Филиппа, Марии.
Во время пути Филипп был убит на Кипре в Фамагусте местными жителями вместе с Эдуардом. Он похоронен в церкви Кордильеров в Фамагусте вместе с Генрихом II. Ему наследовал младший брат, Гильом.